# Heinie Conklin
Heinie Conklin (15 de julio de 1886 – 30 de julio de 1959) fue un actor cinematográfico de nacionalidad estadounidense, cuya carrera se desarrolló principalmente en la época del cine mudo, y en la cual actuó en unas 400 producciones.

## Biografía
Nacido en San Francisco, California, su verdadero nombre era Charles John Conklin. Afirmando ser uno de los originales Keystone Cops, el maquillaje que Conklin utilizó en su carrera en el cine mudo consistía en una gruesa ceja y un bigote pintado, delgado y puesto del revés, que asemejaba al utilizado por Guillermo II de Alemania. En los lugares en los que existía un fuerte sentimiento antialemán tras el fin de la Primera Guerra Mundial, Conklin utilizaba el nombre artístico de Charlie Lynn. 
Uno de los primeros papeles en el cine sonoro de Conklin fue el de un paciente de hospital en el film Sin novedad en el frente. Su carrera en el cine sonoro se desarrolló con personajes de reparto en cortos cómicos protagonizados por Los tres chiflados, Andy Clyde, Hugh Herbert y Harry Langdon. La última película en la que aparecía en los créditos fue Abbott and Costello meet the Keystone Kops. 
Heinie Conklin falleció en Hollywood, California, en 1959, quince días después de cumplir los 73 años. Fue enterrado en el Crematorio Chapel of the Pines, en Los Ángeles.
El período de Conklin actuando para Keystone fue coincidente con la carrera de Chester Conklin, un actor de Keystone de mayor fama, y que ocasionalmente hizo primeros papeles en los cortos de Keystone. No existía relación alguna entre los dos intérpretes.

## Selección de su filmografía
- Hearts and Flowers, de Edward F. Cline (1919).
- Married Life, de Erle C. Kenton (1920).
- Beau Brummel, de Harry Beaumont (1924).
- La quimera del oro, de Charles Chaplin (1925).
- Clash of the Wolves, de Noel M. Smith (1925).
- Fig Leaves, de Howard Hawks (1926).
- Feel My Pulse, de Gregory La Cava (1928).
- The Air Circus, de Howard Hawks y Lewis Seiler (1928).
- Night Parade, de Malcolm St. Clair (1929).
- El show de los shows, de John G. Adolfi (1929).
- The Wet Parade, de Victor Fleming (1932).
- Jinetes del destino, de Robert N. Bradbury (1933)
- Society Doctor, de George B. Seitz (1935).
- Les Misérables, de Richard Boleslawski (1935).
- The Murder Man, de Tim Whelan (1935).
- Steamboat Round the Bend, de John Ford (1935).
- Tiempos modernos, de Charles Chaplin (1936).
- Rivales, de Howard Hawks y William Wyler (1936).
- Last Days of Boot Hill, de Ray Nazarro (1947).
- West of Sonora, de Ray Nazarro (1948).
- Gunman from Laredo, de Wallace MacDonald (1959).